# Gardeja
Gardeja (deutsch Garnsee) ist ein Dorf mit 2500 Einwohnern im Powiat Kwidzyński (Powiat  Marienwerder) der polnischen Woiwodschaft Pommern. Das Dorf ist Sitz der gleichnamigen Landgemeinde.

## Lage
Das Dorf liegt im ehemaligen Westpreußen, zwischen den beiden Städten Kwidzyn (Marienwerder) im Norden und  Grudziądz (Graudenz) im Süden. Die Entfernung nach Kwidzyn im Norden beträgt etwa zehn Kilometer. Die Ortschaft ist fast ganz von zwei großen Seen umgeben.

## Geschichte
Als Gründungsdatum der Ortschaft  gilt das Jahr 1285, in dem der Ritter Dietrich Stange den Zisterziensern in Pelplin 200 Hufen in Pomesanien zur Gründung  eines Klosters in Garzanum (verdeutscht: Garnsee) schenkte. Zwar begannen die Mönche mit dem Bau der Klosteranlage, doch setzten sie ihn nicht fort, da sie den auf einer Anhöhe gelegenen Ort unwirtlich fanden. Das geschenkte Land wurde 1334 von Peplin  an Siedler verkauft; es entstand daraus die Ortschaft Garnsee, die noch im gleichen Jahr Stadtrechte erhielt.
1877 legte ein verheerender Brand den größten Teil der Häuser in Staub und Asche. Auch das Rathaus mitsamt den Dokumenten und Akten wurde ein Raub der Flammen. Am Anfang des 20. Jahrhunderts hatte Garnsee eine evangelische Kirche, eine Schuhfabrik und eine Tonwarenfabrik.

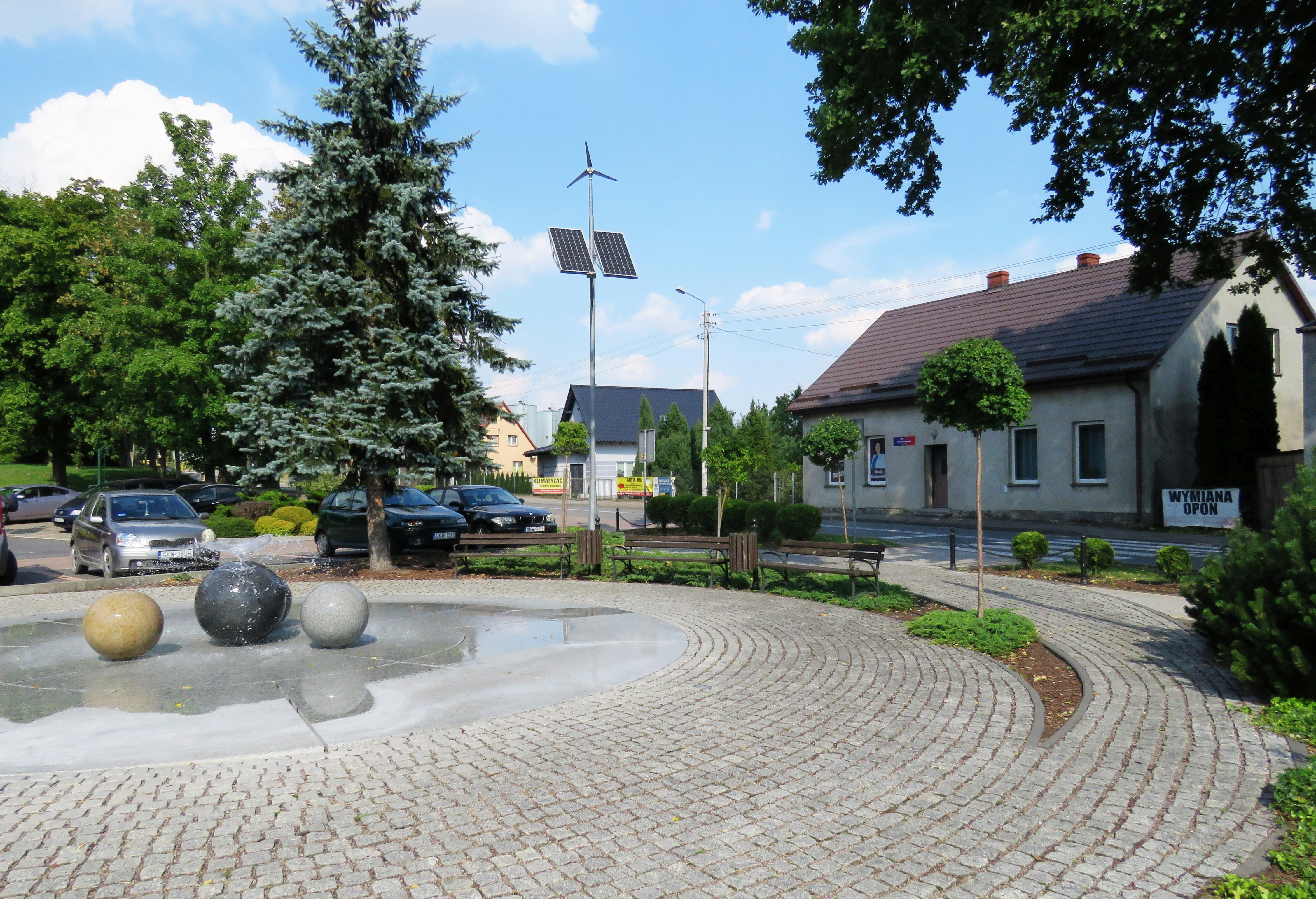
Ortseingang

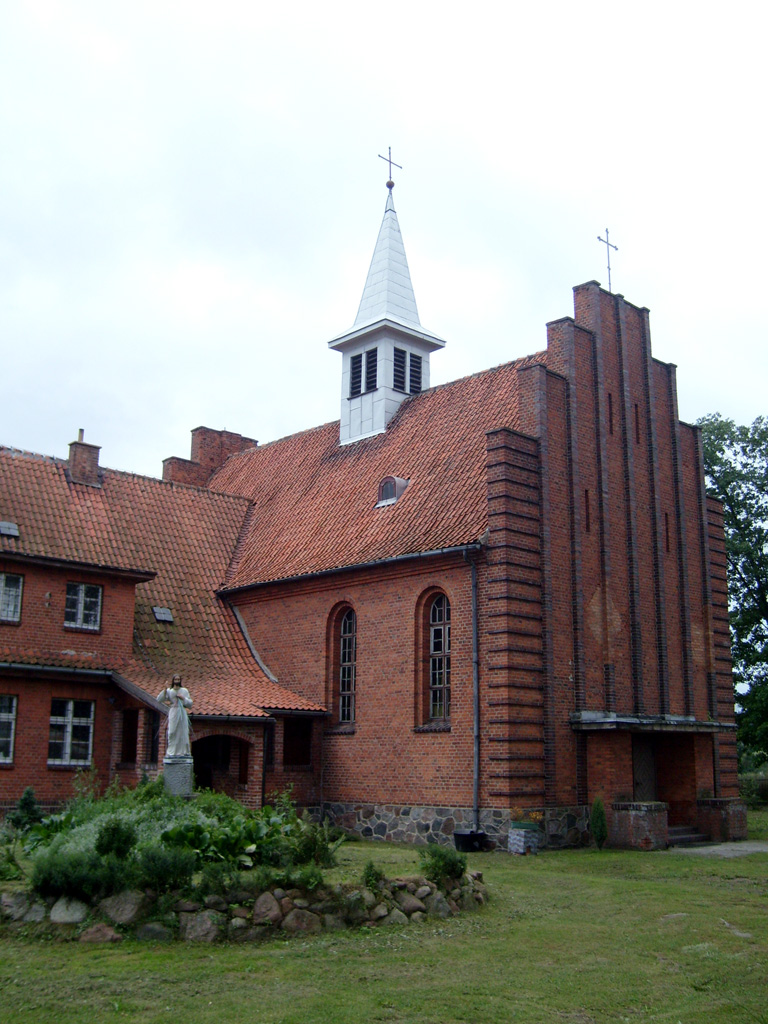
Katholische Kirche (erbaut 1931–1932)

Aufgrund der Bestimmungen des Friedensvertrages von Versailles stimmte die Bevölkerung im Abstimmungsgebiet Marienwerder, zu dem Garnsee gehörte, am 11. Juli 1920 über die weitere staatliche Zugehörigkeit zu Ostpreußen (und damit zu Deutschland) oder den Anschluss an Polen ab. In Garnsee stimmten 797 Einwohner für den Verbleib bei Ostpreußen, auf Polen entfielen 18 Stimmen. Garnsee wurde Grenzstadt und hatte – trotz des Abstimmungsergebnisses – seinen zwei Kilometer südlich gelegenen Bahnhof an Polen abzutreten, wodurch die Grenze direkt an den Stadtrand verlegt wurde.
Durch den Überfall auf Polen 1939 kamen die Ortschaften Kalmusen (heute polnisch Kalmuzy), Buden (Budy), Sarosle (bis 1945 Moorgrund, polnisch Zarośle) und Schönbrück (Szembruk), die im Polnischen Korridor gelegen hatten, an Deutschland zurück.
Bis 1945 war Garnsee eine Stadt im Landkreis Marienwerder, der bis 1920 zur preußischen Provinz Westpreußen und dann in Grenznähe zu Polen zu Ostpreußen gehörte. 1934 wurde Garnsee mit dem benachbarten Garnseedorf vereinigt und hatte 1939 etwa 2000 Einwohner.
Gegen Ende des Zweiten Weltkriegs wurde die Region Anfang 1945 nach Kämpfen mit der Wehrmacht von der Roten Armee besetzt. Kurz danach wurde Garnsee unter polnische Verwaltung gestellt. Soweit die Einwohner nicht geflohen waren, wurden sie in der darauf folgenden Zeit vertrieben. Garnsee wurde in Gardeja umbenannt, die evangelische Kirche umgewidmet.
Aufgrund der massiven Zerstörungen durch die Kriegsereignisse verlor Gardeja 1945 das Stadtrecht. Der Ort ist jetzt dem Powiat Kwidzyński in der Woiwodschaft Pommern (1975 bis 1998 Woiwodschaft Elbing) angegliedert. Er zählt etwa 2300 Einwohner und ist Sitz und namensgebender Ort der Gmina Gardeja.

## Demographie
| Jahr | Einwohner | Anmerkungen                                                                                        |
| ---- | --------- | -------------------------------------------------------------------------------------------------- |
| 1740 | 0 379     | [ 5 ]                                                                                              |
| 1786 | 0457      | in der 1732 erbauten evangelischen Kirche wurde sowohl auf Deutsch als auch auf Polnisch gepredigt |
| 1802 | 0619      | [ 7 ]                                                                                              |
| 1810 | 0706      | [ 7 ]                                                                                              |
| 1816 | 0716      | davon 650 Evangelische, 43 Katholiken und 23 Juden                                                 |
| 1821 | 0812      | [ 7 ]                                                                                              |
| 1831 | 0900      | [ 8 ]                                                                                              |
| 1864 | 1099      | darunter 1.027 Evangelische und 35 Katholiken                                                      |
| 1885 | 1205      | [ 10 ]                                                                                             |
| 1900 | 1100      | meist Protestanten                                                                                 |
| 1905 | 0984      | darunter 911 Protestanten, 59 Katholiken und 15 Juden                                              |
| 1925 | 1070      | meist Protestanten                                                                                 |
| 1933 | 2062      | [ 10 ]                                                                                             |
| 1939 | 1998      | [ 10 ]                                                                                             |
| 1943 | 2196      | [ 5 ]                                                                                              |

| Jahr | Einwohner | Anmerkungen |
| ---- | --------- | ----------- |
| 2011 | 2282      |             |

## Kirche

### Pfarrkirche
Kirche und Turm stammen aus dem Jahre 1350. Davor stand hier lediglich eine Holzkapelle. Der Turm steht unüblicherweise an der Ostseite. In den Jahren 1729 bis 1731 wurde das Gebäude umgebaut.

### Evang. Kirchengemeinde
Die Reformation und speziell der Übertritt des Preußenherzogs zum Luthertum war der eigentliche Beginn der Geschichte der evangelischen Kirche in Garnsee. Vor 1945 gehörten zum Kirchspiel die Orte Dietmarsdorf (bis 1938 Zigahnen, heute polnisch: Cygany), Garnseedorf, Ottlau (Otłowiec) und Seubersdorf (Zebrdowo). Die Pfarrei war in den Kirchenkreis Marienwerder innerhalb über die Zeit wechselnden regionalen Gliederungen der Kirche der Altpreußischen Union integriert.
Seit 1945 sind die evangelischen Einwohner von Gardeja der Pfarrei Grudziądz (Graudenz) innerhalb der Diözese Pommern-Großpolen der Evangelisch-Augsburgischen Kirche in Polen zugeordnet.

#### Pfarrer 1546–1945
Von der Reformation bis zur Vertreibung 1945 amtierten in Garnsee 31 evangelische Geistliche:
- Daniel Leszki, 1546–1559
- Bernhard Kretzel, 1559–1567
- Matthes Labinus, 1567–1577
- Michael Prätorius, 1588–1591
- Albert Soltanus, 1592–1601
- Stephan Petrasius, 1603–1620
- Andreas Lupianus, bis 1621
- Sebastian Bernhardi, 1627–1630
- Adam Vretsch, 1630–1634
- Johann Hieronymus, 1634–1642
- Salomo Strychnus, 1642–1651
- Martin Rex, 1651–1657
- Christian Strobäus, 1657–1670
- Johann Malendorf, 1671–1682
- Christian Römer, 1682–1693
- Michael Richter, 1694–1718
- Johann Schwartz, 1718–1721
- Andreas Trantz, 1721–1735
- Michael Apfelbaum, 1735–1759
- Christoph Fr. Büschius, 1760–1766
- Jacob Wilhelm Ursinus, 1766–1774
- Christoph Grzegorzewsky, 1775–1792
- Johann Michael Höffner, 1792–1796
- Carl Schäfer, 1796–1838
- Matthias Gottl. Ed. Hammer, 1839–1862
- Julius Adolf Hoecker, 1863–1865[13][14]
- Gustav Adolf Krieger, 1865–1892
- Hermann Julius Daniel, 1893–1908
- Max Karl Gustav Lemke, 1909–1919
- Friedrich Stachowitz, 1919–1928
- Alfons August Naleszinski, 1928–1945

### Kath. Kirchengemeinde
Nach Einführung der Reformation wichen die römisch-katholischen Gläubigen auf Pfarrgemeinden in der Umgebung aus. Erst im Jahre 1912 wurde in Garnsee eine eigene Gemeinde gebildet. Bis 1932 war das „Gasthaus zur Bahn“ Gottesdienststätte, 1931/32 wurde die Herz-Jesu-Kirche gebaut.
Die heutige Pfarrgemeinde Gardeja hat diesen Namen beibehalten. Sie ist in das Dekanat Kwidzyn-Zatorze im Bistum Elbing der Katholischen Kirche in Polen eingegliedert.

#### Pfarrer 1912–1945
- Franz Herrmann, bis 1941
- Carl Josef Müller, 1941–1945

## Schule
Bereits 1586 wurde in Garnsee eine Schule erwähnt. 1882 wird sie als vierklassig genannt.
Die bis 1936 selbstständige Gemeinde Garnseedorf hatte eine eigene Schule. Sie wurde noch 1938 erweitert. Leiter der beiden Schulen von Garnsee war zuletzt Hauptlehrer Sellnau.

## Verkehr

### Straßen

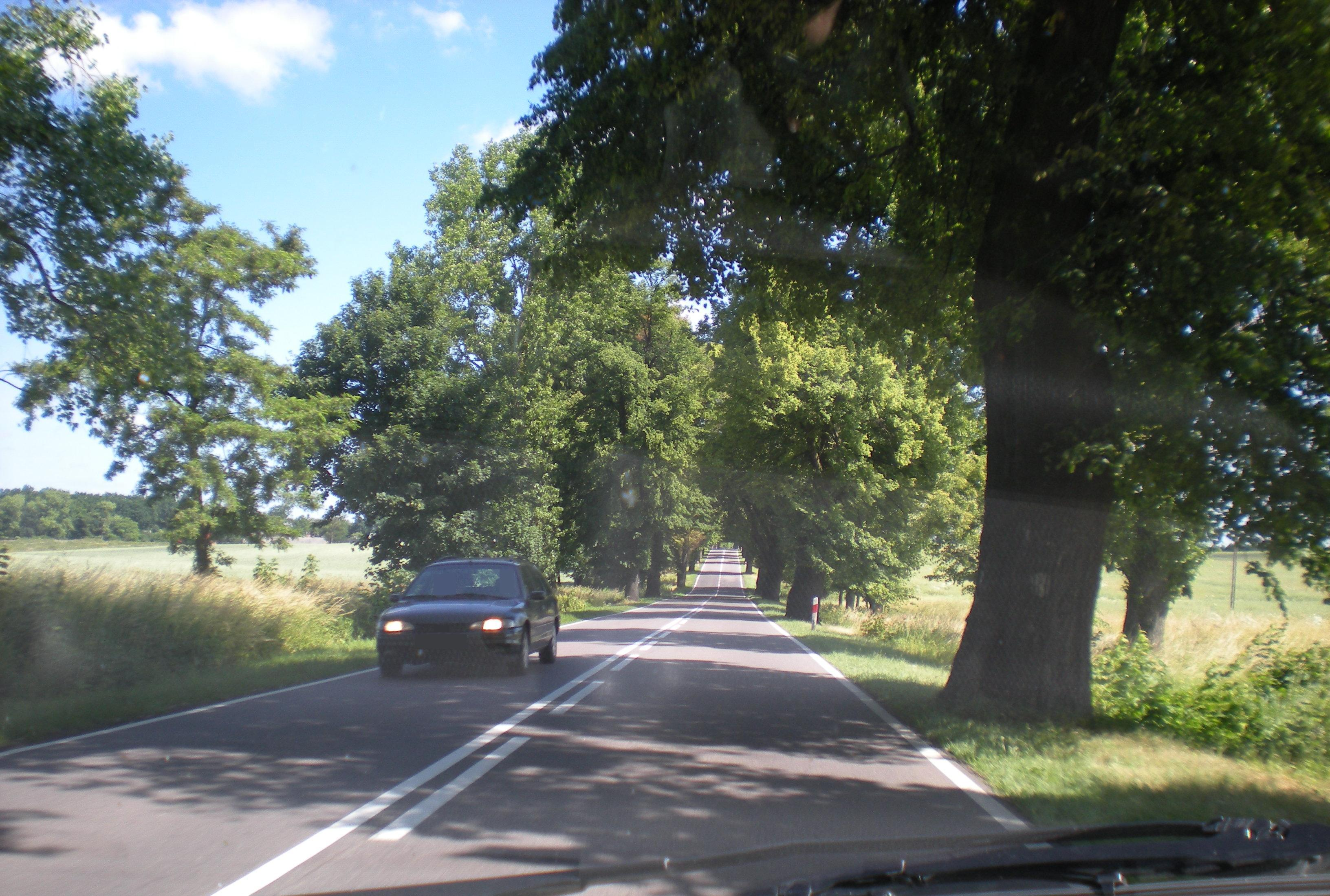
Landesstraße DK 55 (Reichsstraße 129) zwischen Kwidzyn (Marienwerder) und Gardeja (Garnsee)

Im Ort treffen die Woiwodschaftsstraße DW 523 aus Trumieje (Groß Tromnau) kommend und die DW 532 von Kwidzyn (Marienwerder) über Sadlinki (Sedlinen) kommend auf die Landesstraße DK 55 (ehemalige deutsche Reichsstraße 129).
Zwischen 1920 und 1939 war Gardeja Grenzübergangsstelle zum Polnischen Korridor.

### Schienen
Die Gmina Gardeja verfügt über eine Bahnstation an der Staatsbahnstrecke 207, die Toruń (Thorn) und Grudziądz (Graudenz) mit Kwidzyn (Marienwerder) und Malbork (Marienburg) verbindet. Diese Bahnstrecke wurde 1882/1883 eröffnet. Die großen Seen, die die damalige Stadt Garnsee umgaben, und die Bodenbeschaffenheit des Umlandes der Gewässer ließen es damals nicht zu, die Bahnstrecke nahe an der Stadt vorbeizuführen. So wurde der Bahnhof zwei Kilometer südlich der Stadt angelegt.
Dieser Bahnhof kam 1920 zu Polen und erhielt den Namen Gardeja. Er durfte von den Deutschen mitbenutzt werden. Doch diese Mitnutzung lief 1927 aus, und die Deutsche Reichsbahn baute auf dem Weg nach Herminendorf einen neuen Bahnhof, auch wieder zwei Kilometer vom Stadtzentrum entfernt. Bei seiner Eröffnung am 1. Juli 1927 erhielt er den Namen Garnsee (Westpreußen). Aufgrund des Kriegsgeschehens kam der alte Bahnhof 1939 wieder nach Deutschland, er bekam dann den Namen Garnsee Süd, der neue nannte sich dann Garnsee West.
Zwischen 1886 und 1979 zweigte in Garnsee Süd = Gardeja eine Bahnstrecke in die Nachbarstadt Łasin (Lessen) ab. Das heutige Gebiet der Gmina Gardeja wurde von Nordwest nach Südost von der ebenfalls inzwischen stillgelegten Bahnlinie von Marienwerder (Kwidzyn) nach Freystadt (Kisielice) und Bischofswerder (Biskupiec) durchzogen – mit drei Bahnstationen im Gemeindegebiet.

## Sohn der Gemeinde
- Arthur von Buddenbrock (1850–1929), Politiker, Mitglied des Preußischen Herrenhauses